# 秋葉原電気外祭り
秋葉原電気外祭り（あきはばらでんきがいまつり）とは、2009年夏に始まった主に美少女ゲームを取り扱うキャラクターコンテンツ関連のグッズ販売イベントであり、年2回（夏・冬）のコミックマーケット開催日前日より、東京・秋葉原や新宿で主に開催されている。そのため、「コミケ0日目」と俗称する者もいる。
『秋葉原電気外祭り』として2009年8月開始。2011冬以降は平和島・新宿・浅草・大宮・高田馬場にて開催されていることに伴い、2013年12月より『電気外祭り』に変更された。
かつては美少女ゲームブランドのひとつであるminoriが2018年まで主催していた。

## 経緯
秋葉原電気外祭りは、美少女ゲームブランドであるminoriの代表・酒井伸和が美少女ゲーム業界の活性化を目的として始めたイベント。酒井は『夏空のペルセウス ビジュアルファンブック』のインタビューにおいて、電気外祭りにコミットしているのはあくまでも酒井自身のみであることと、自身が率いるminoriについてはあくまでも参加ブランドのひとつにすぎないことを明言している。本イベントは「minoriが主催するイベント」と誤認されることも多いが、前述の通り完全な誤り。ただし酒井は上記インタビューにおいて、自身がminoriの代表を兼任する関係上minoriのスタッフが運営側の雑務を手伝わされることもあるとも匂わせている。出店側、ユーザー側の双方の参加費を無料にすることで、コミックマーケットに出店できない小さなメーカーや、ユーザーが気軽に参加できるようにしている。メーカーの出店料は無料だが、参加条件として「そのブランドの看板イラストレーター（もしくは看板作品の原画を手がけた外部イラストレーター）による描き下ろしのイラストを１枚提供する」必要がある。各ブランドから提供されたイラストはブックレットやオリジナルグッズに使用され、それらの販売収益がイベントの運営費に充てられている。本イベントを主催しているminoriが2019年1月25日の『その日の獣には、』の発売を区切りにソフトウェア制作を終了及び制作チームを解散したことにより、2018年12月28日に開催された｢電気外祭り2018 WINTER in 高田馬場｣がminoriの最後の参加となった。minori解散後、電気外祭りの開催が不透明になっていたが、2019年の夏の開催が発表され、8月8日に「電気外祭り 2019 SUMMER in 高田馬場」が開催された。
2020年は新型コロナウイルス感染症拡大の影響により、コミックマーケットが年間を通して中止・延期となったため、史上初めて通年で開催が中止となった。2021年は8月14日に東京流通センターでの開催が予定されていたが、新型コロナウイルス感染症拡大による緊急事態宣言の影響で中止となった。冬はTwitterアカウント凍結の影響により、中止のお知らせが出来ないまま事実上の開催中止となった。2022年になって冬に開催する事が発表されたものの、第8波ピークの予測が開催予定日と重なり未定となったが、2023年の冬に改めて開催することが発表された。

## 開催期
初回は4日間、2009年冬から2011年夏までは3日間開催だったが、2011年冬以降はコミックマーケット開催日前日の1日だけの開催となった。
- 夏期
  - 8月8日〜15日頃（夏コミ前日）
- 冬期
  - 12月27日〜29日頃（冬コミ前日）

## タイトル・開催期間まとめ＋minori出品物抜粋
- タイトル：秋葉原電気外祭り
  - 開催期間：2009年8月13日（木）～16日（日）11:00～21:00
  - minori：[ ef ] 優子0721ボイスCDつき抱き枕カヴァー
- タイトル：秋葉原電気外祭り2
  - 開催期間：2009年12月27日（日）～29日（火）10:00～18:00
  - minori：[ eden* ] シオンちょっとえっちな抱き枕カバー
- タイトル：秋葉原電気外祭り3
  - 開催期間：2010年8月12日（木）～14日（土）10:00～18:00
  - minori：[ 天使の日曜日 ] みやこちょっとえっちな抱き枕カバー
- タイトル：秋葉原電気外祭り 2010冬
  - 開催期間：2010年12月26日（日）～28日（火）10:00～16:00
  - minori：[ 天使の日曜日 ] 水姫ちょっとえっちな抱き枕カバー
- タイトル：秋葉原電気外祭り 2011夏
  - 開催期間：2011年8月11日（木）～13日（土）10:00～18:00
  - minori：[ B 群商品 ]/// 猫天商会 ゆうな刺繍メッシュキャップ  [ C 群商品 ]/// minori みやみやちょっとえっちな制服バスタオル [ COMICMARKET初日より販売予定 ]
- タイトル：秋葉原電気外祭り2011冬 in 平和島
  - 開催期間：2011年12月28日（木）9:00～17:00
  - minori：猫天商会特選 女の子のマイクロファイバータオル（銀髪）
- タイトル：秋葉原電気外祭り 2012 SUMMER in 新宿
  - 開催期間：2012年8月9日（金）09:00～17:00
  - minori：[ すぴぱら ] アリス砂浜バスタオル
- タイトル：秋葉原電気外祭り2012 WINTER in 新宿
  - 開催期間：2012年12月28日（金）09:00～17:00
  - minori：[ 巨乳村の冬祭り ｜夏空のペルセウス ] 菱田 あやめ・抱き枕カバー
- タイトル：秋葉原電気外祭り2013 SUMMER in 新宿
  - 開催期間：2013年08月09日（金）09:00～17:00
  - minori：[ 夏空のペルセウス ] 遠野 恋・抱き枕カバー  [ 夏空のペルセウス ] 皆川 翠・抱き枕カバー
- タイトル：電気外祭り2013 WINTER in 新宿
  - 開催期間：2013年12月28日（土）09:00～17:00
  - minori：[ 夏空のペルセウス ] 遠野 恋ちゃん・姫はじめバスタオル
- タイトル：電気外祭り2014 SUMMER in 新宿
  - 開催期間：2014年08月14日（木）09:00～17:00
  - minori：[ 12の月のイヴ ]椎名 杏鈴・抱き枕カバー（0721CDつき）
- タイトル：電気外祭り2014 WINTER in 新宿
  - 開催期間：2014年12月27日（土）09:00～17:00
  - minori：[ ソレヨリノ前奏詩 ]姫野 永遠・もふもふブランケット
- タイトル：電気外祭り2015 SUMMER in 新宿
  - 開催期間：2015年8月13日（木）09:00～17:00
  - minori：[ ソレヨリノ前奏詩 ] 都築 はるか・ちょっとえっちな抱き枕カバー（0721CD付）  [ ソレヨリノ前奏詩 ] 佐倉井 真響・ちょっとえっちな抱き枕カバー（0721CD付）
- タイトル：電気外祭り2015 WINTER in 新宿
  - 開催期間：2015年12月27日（日）09:00～17:00
  - minori：[ 罪ノ光ランデヴー ] 真澄 あい・ちょっとえっちなバスタオル
- タイトル：電気外祭り2016 SUMMER in 浅草（東京都立産業貿易センター 台東館）
  - 開催期間：2016年08月11日（木 / 祝）10:00～17:00
  - minori：罪ノ光ランデヴー ] 深柑ちゃん抱き枕カバー  ＋いやらしミニゲーム「みかんブロッサム」  ＋サントラ7”レコードのセット  ＋深柑ちゃん写生かばんセット（高い！）
- タイトル：電気外祭り2016 WINTER in 新宿
  - 開催期間：2016年12月28日（水）9:00～17:00
  - minori：[ ソレヨリノ前奏詩 ] 永遠ちゃん抱き枕カバー＋0721CDのセット
- タイトル：電気外祭り2017 SUMMER in 大宮（大宮ソニックシティ）
  - 開催期間：2017年08月10日（木）09:00～17:00
  - minori：[ トリノライン ] ゆうりニヒッ抱き枕カバー＋0721ボイスCDのセット
- タイトル：電気外祭り2017 WINTER in 平和島
  - 開催期間：2017年12月28日（水）9:00～
  - minori：[ トリノライン ] ハナコ Ｆ ブリストル・ちょっとえっちな厚めB2タペストリー
- タイトル：電気外祭り2018 SUMMER in 高田馬場
  - 開催期間：2018年8月9日（木）9:00～
  - minori：[ トリノライン ] さら抱き枕カバー
- タイトル：電気外祭り2018 WINTER in 高田馬場
  - 開催期間：2018年12月28日（木）9:00～
- タイトル：電気外祭り2019 SUMMER in 高田馬場
  - 開催期間：2019年8月8日（木）9:00～
- タイトル：電気外祭り2019 WINTER in 新宿
  - 開催期間：2019年12月27日（木）9:00～
- タイトル∶電気外祭り2023 WINTER in 東京流通センター
  - 開催時間∶2023年12月29日（金）9:00〜
- タイトル∶電気外祭り2024 WINTER in 東京流通センター
  - 開催時間∶2024年12月28日（金）9:00〜

## 参加企業
主にその時期に開催されるコミックマーケットへの企業ブースに不参加（落選）となった美少女ゲームメーカーが多く参加する。